# Деульт

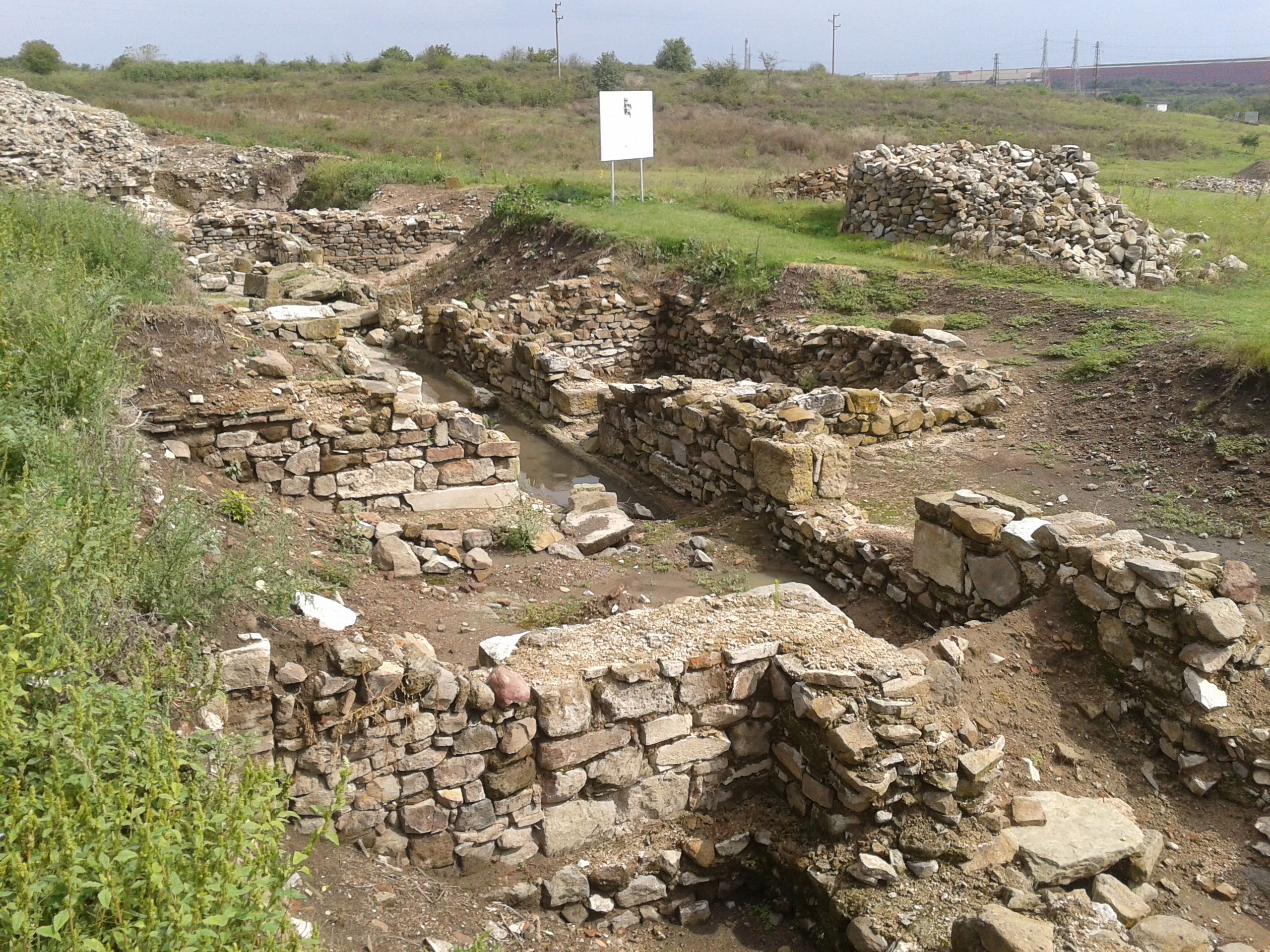
Руїни Деульта

Деульт (Deultum) — стародавнє місто часів Римської імперії та Середньовіччя. Засновано у I ст. н. е. Його розквіт припав на кінець II- початок III ст. Занепад почався з 370-х років в результаті нашесття германських племен. Натепер тут розташовано місто Дебелт (Болгарія). Існувало до XIV ст.

## Географія
Розташовано біля сучасного міста Дебелт муніципалітету Средец, в 17 км від міста Бургас, біля чорноморського узбережжя південно-східної Болгарії.

## Археологія
Вперше досліджено наприкінці XIX в. чесько-болгарським істориком Костянтином Іречеком і чесько-болгарськими археологами Карел і Герман Скопілами. Пізніше ця зона вивчалася в першій половині XX ст.
Втім масштабні археологічні розкопки біля Дебелту розпочалися в 1980-х роках внаслідок будівництва тут великого металургійного заводу. Розкопки очолювали Стефан Дамянов, археолог з Національного історичного музею в Софії, і Петар Балабанов з Бургаського районного історичного музею. Пізніше розкопками керувала Цоня Дражева з Бургаського музею, а потім — Людмил Вагалінскі з Національного інституту та музею археології в Софії.
Дебелт — Деульт був оголошений археологічною пам'яткою в 1965 році, а в 1988 році болгарська влада заснували археологічний заповідник Дебелт — Деульт, площею близько 3 км², на території якого знаходиться понад 25 археологічних ділянок, що датуються різними періодами: від доісторичного до пізнього Середньовіччя, зокрема середньовічна фортеця під назвою Малко Градіште («Мала Фортеця»), яка в IV—VII ст. була ранньовізантійським укріпленням, а в XII—XIV ст. — фортецею Другого Болгарського царства; церква IX ст.
У квітні 2016 року урочисто відкрито оновлений Археологічний заповідник Деульт. Роботи в ньому проводилися муніципалітетом Средец і Національним інститутом і музеєм археології в рамках проекту, що фінансується Європейським союзом в розмірі 2,8 мільйона болгарських левів (бл. 1,4 млн євро).

## Історія
В давнину тут розташовувалося фракійське поселення Девелт. Давньоримське місто було засновано в правління римського імператора Веспасіана на північному березі річки Средецка, біля озера Мандра (сьогодні водосховище Мандра), де був також порт, що зв'язував місто з Чорним морем. Являло собою давньоримську колонію й мала повну назву Колонія Флавія Миру Деультців.
Деульт був заселений римськими ветеранами VIII легіону Августа. На честь тридцятій річниці заснування Деульту римський імператор Траян наказав викарбувати спеціальний випуск бронзових монет. Є відомості про те, що між 130 і 150 роками Деульт серйозно постраждав від вторгнення варварів.
Під час правління імператора Марка Аврелія місто було більш надійно укріплено, зокрема в двох місцях його межі були позначені написами: в сучасному передмісті Бургаса і в античній фортеці в місті Голямо-Буково.
Розквіт припав на час володарювання династії Северів — кінець II — початок III ст., коли він мав територію близько 25 га і розвинену міську інфраструктуру. Прикрасою міста був храми бога лікування Асклепія і богині Кібели, Фракійського вершнику (відомому також як бог Гер) і Геркулесу. Через місто проходив важливий Понтійський шлях.
У 2-й пол. III ст. місто було пограбовано готами, проте незабаром після цього відновлено. Міські терми були перебудовані і забезпечені складною системою водопостачання, каналізації і гіпокауста (система підігріву підлоги). Коли в листопаді 296 року Деульт відвідав римський імператор Діоклетіан, він міг побувати і в термах.
У IV ст. місто знову став називатися фракийским ім'ям Девелт і був укріплений, оскільки тепер мав стратегічне значення для постачання і захисту Константинополя, нової столиці Римської імперії. У 370-х роках під Девелтом відбулося битва римських військ з готами, в якій останні перемогли й сплюндрували місто. Девельт знову було відновлено, але тепер його площа зменшилася. У V ст. стає столицею єпархії.
У 2-й пол. VI ст. місто постраждало від варварських вторгнень слов'ян і аварів. У 812 році болгарський хан Крум захопив місто, приєднавши його до Першого Болгарського царства. При цьому усе населення було заслано на північ від Дунаю і розселено серед булгар та слов'ян. З цього моменту стає стратегічно важливою фортецею на кордоні між Болгарським царством та Візантійською імперією.
У VIII ст. за панування хана Тервела після суттєвого розширення кордонів Болгарії, в Дебелті було розпочато будівництво Еркесіі, величезною земляний стіни (вала) з ровом. Еркесія простягнулася на 142 км, від озер навколо міста Бургаса на сході до гори Сакар на заході. Згідно з мирним договором, підписаним в 815 році болгарським ханом Омуртагом і візантійським імператором Левом V Вірменином, Еркесія стала офіційною межею між Болгарським царством і Візантією. Вона не лише служила оборонною спорудою для Болгарії, але і стала важливим місцем збирання мит, що спрощувало торгівлю між двома державами до XIV ст. За гіпотезою саме в Дебельті було хрещено Бориса I, першого християнського монарха Болгарії.
До кінця XIV ст., коли османські війська підкорили Друге Болгарське царство, Дебелт занепав, і після цього часу назва даного міста більше не згадується в історичних джерелах.